# 왕희경
왕희경(王喜敬, 1970년 7월 16일~)은 대한민국의 전 양궁 선수이다. 종교는 기독교다.